# 79 Ceti B
79 Ceti b é um planeta extrassolar na constelação de Cetus, orbitando sua estrela a cada 75 dias. Também catalogado como HD 46375 b, foi descoberto em 29 de março de 2000. Foi o primeiro planeta extrassolar conhecido com a massa mínima inferior a de Saturno.